# Partido Nacional-Socialista Brasileiro
Partido Nacional‑Socialista Brasileiro (sigla PNSB), também conhecido como Partido Nacionalista Revolucionário Brasileiro (PNRB), foi uma agremiação de ideologia neonazista fundada em 1988 por Armando Zanine Teixeira Júnior, ex-oficial da Marinha Mercante. Nunca obteve registro junto ao Tribunal Superior Eleitoral (TSE) nem participou de eleições formais. Sua atuação foi limitada a um grupo pequeno, principalmente no Sul e Sudeste, com presença lateral na Bahia, Sergipe e Distrito Federal.

## História

### Fundação
O PNSB procurou fundar uma “raça brasileira” otimizada, permitindo certa miscigenação nacional, mas dentro de parâmetros excludentes e nacionalistas. Seus militantes tinham perfil skinhead ou "careca", e divulgavam discursos xenófobos, antissemitas e de supremacia branca.

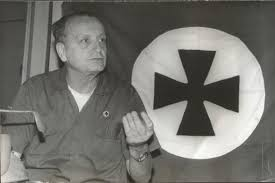
Armando Zanine Teixeira Júnior ao lado da bandeira que representava seu partido

### Tentativas de registro
O partido tentou repetidamente registrar-se no TSE. Após ser rejeitado como PNSB, mudou o nome para PNRB, mas todos os pedidos foram indeferidos com base em garantias constitucionais e na Lei Antirracismo.

### Relações políticas
Em 1994, o fundador declarou apoio à candidatura de Éneas Carneiro (PRONA), mas Carneiro rejeitou publicamente o apoio.

## Ideologia e discurso
Embora o grupo negasse formalmente o racismo, seu discurso era claramente orientado por premissas nacionalistas excludentes, marcadas por antissemitismo e retórica xenófoba. Também fazia uso simbólico de elementos associados ao nazismo — prática proibida pela Lei nº 7.716/1989 (pena de 2 a 5 anos e multa).

## Locais de militância
Presença em estados como Rio de Janeiro, São Paulo, Espírito Santo, Bahia, Sergipe e Distrito Federal, com estimativas modestas de militância (algumas dezenas). Em alguns locais houve sobreposição com grupos como White Power e Carecas do Subúrbio.

## Legislação e criminalização
A divulgação de ideologias ou símbolos nazistas configura crime no Brasil desde a Lei Antirracismo (Lei 7.716/1989), com pena de reclusão de 2 a 5 anos mais multa.